# Бах, Анна Магдалена
Анна Магдалена Бах (нем. Anna Magdalena Bach) — известная немецкая певица начала XVIII века, вторая жена композитора Иоганна Себастьяна Баха.

## Биография
Анна Магдалена родилась 22 сентября 1701 года в Цайце, курфюршество Саксония, в музыкальной семье. Её отец Иоганн Каспар Вильке (Johann Caspar Wilcke; ок. 1660—1733) был трубачом, сделавшим карьеру при дворах Цайца и Вайсенфельса. Её мать Маргарета Елизавета (в девичестве Либе, Margaretha Elisabeth Liebe, 1666—1746) была дочерью органиста. О её начальном музыкальном образовании известно мало. Три сестры Анны Магдалены вышли замуж за придворных трубачей. Её брат, Иоганн Каспар Вильке (1691—1766), работал трубачом при дворе Ангальт-Цербста с 1717 года. Возможно, Бах впервые услышал её пение при дворе Кётена, где служил руководителем оркестра. Анна Магдалена была нанята певицей в Кётене в 1721 году.
Бах женился на 20-летней Анне Магдалене 3 декабря 1721 года, 17 месяцев спустя после смерти первой жены Марии Барбары. В этом браке родилось 13 детей, но 7 из них умерли в раннем детстве (указаны более мелким шрифтом):
- Христиана София Генриетта (1723—1726)
- Готфрид Генрих (1724—1763)
- Христиан Готтлиб (1725—1728)
- Елизавета Юлиана Фредерика (1726—1781)
- Эрнст Андреас (1727—1727)
- Регина Иоанна (1728—1733)
- Христиана Бенедикта (1729—1730)
- Христиана Доротеа (1731—1732)
- Иоганн Кристоф Фридрих (1732—1795)
- Иоганн Август Абрахам (1733—1733)
- Иоганн Христиан (1735—1782)
- Иоганна Каролина (1737—1781)
- Регина Сюзанна (1742—1809)

Кроме собственных детей, Анна Магдалена сразу приняла на себя заботу о четырёх детях от первого брака мужа:
- Катарина Доротея (1708—1774)
- Вильгельм Фридеман (1710—1784)
- Карл Филипп Эммануил (1714—1788)
- Иоганн Готфрид Бернхард[англ.] (1715—1739)

Несмотря на семейные заботы, Анна Магдалена не оставила пение и после того, как вышла замуж. Известно, например, что она пела в 1729 году на похоронах князя Леопольда.

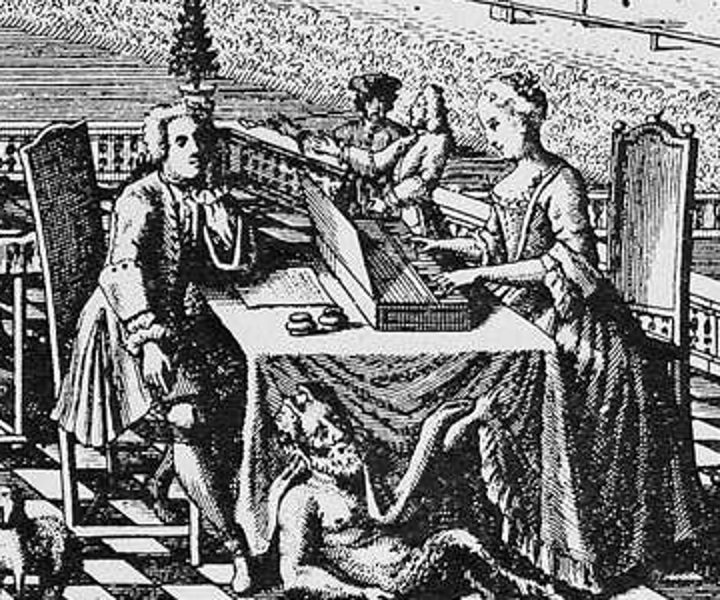
Фрагмент гравюры 1736 года «Вид на Лейпциг с севера». Предполагается, что за клавикордом изображена Анна Магдалена Бах, играющая для сидящего слева Иоганна Себастьяна Баха. Под столом аллегорически показан бог Пан, также слушающий музыку.

Брак считался счастливым, в том числе благодаря общему интересу супругов к музыке. Анна Магдалена регулярно ассистировала мужу, записывая нотами его игру. Бах, в свою очередь, написал несколько посвящённых жене композиций, в первую очередь два «Альбома для Анны Магдалены Бах» 1722 и 1725 годов.
Во время проживания в Лейпциге Анна Магдалена организовывала регулярные музыкальные вечера, на которых вся семья пела и играла для гостей. Дом Бахов надолго стал музыкальным центром Лейпцига.
Помимо музыки, Анна Магдалена увлекалась садоводством.
После смерти мужа в 1750 году в семье начались конфликты между сыновьями и вскоре они разъехались. С Анной Магдаленой остались две младшие дочери (Иоганна Каролина и Регина Сузанна) и падчерица Катарина Доротея. Сыновья и пасынки продолжали поддерживать с оставленной семьёй формальные отношения, но не оказывали никакой материальной помощи. Это делало Анну Магдалену всё более зависимой от вспомоществований властей города, которые с годами становились всё более редкими.
Анна Магдалена Бах умерла 27 февраля 1760 года. Из-за полного отсутствия денег и поручителей, которые могли бы взять на себя издержки по похоронам, Анна была похоронена в безымянной могиле на кладбище для нищих при церкви Св. Иоанна в Лейпциге. Церковь и окружающие её здания, а также кладбище были разрушены при налёте союзной авиации в 1945 году.

## В литературе
- В 1925 году в Лондоне вышла «Малая хроника Анны Магдалены Бах» Эстер Мейнелл[9] с указанием в первом издании на обложке как соавторов Анны Магдалены и Иоганна Себастьяна Баха, на чьих неизвестных ранее воспоминаниях якобы была основана эта книга в стиле сентиментального романа. Было быстро доказано, что книга является мистификацией и основана исключительно на фантазии единственного реального автора Эстер Мейнелл.
- В 1958 году вышла немецкая научная работа «Музыкальная семья Бахов. Жизнь и творчество три столетия спустя»[10].
- В 2004 году на немецком же вышел сборник «Анна Магдалена Бах. Жизнь в документах и изображениях» с обширным предисловием[11].

## В кинематографе
- «Хроника Анны Магдалены Бах» (1968, ФРГ)
- «Жил да был... Иоганн Себастьян Бах» (2003, Франция)

## Галерея

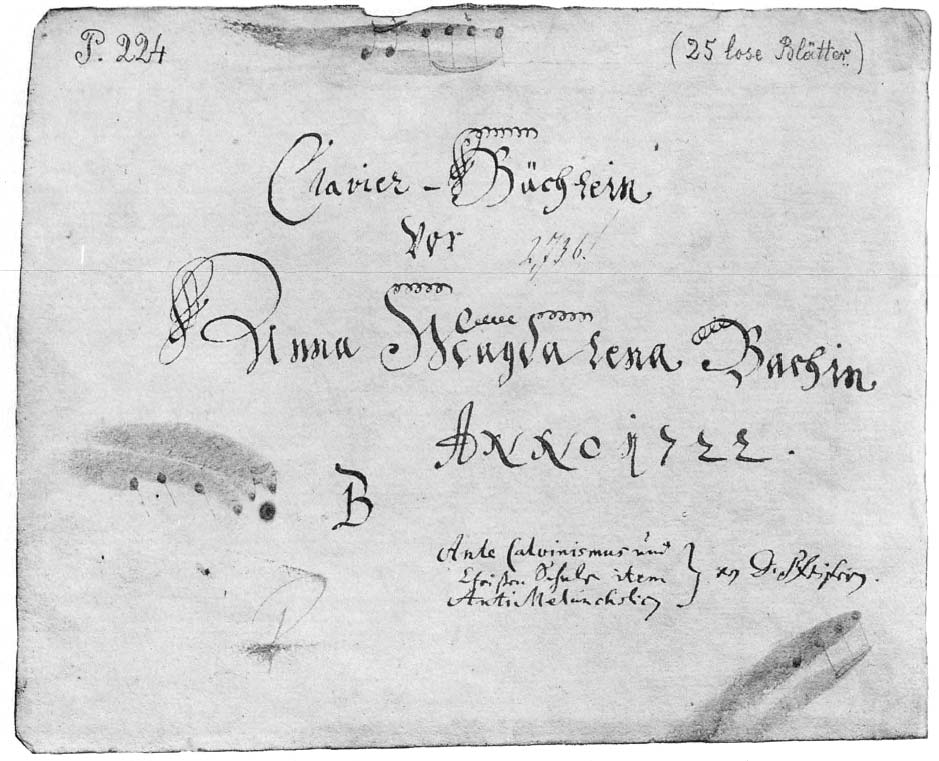
Обложка первого «Альбома Анны Магдалены Бах» 1722 года с посвятительной надписью Иоганна Себастьяна Баха.
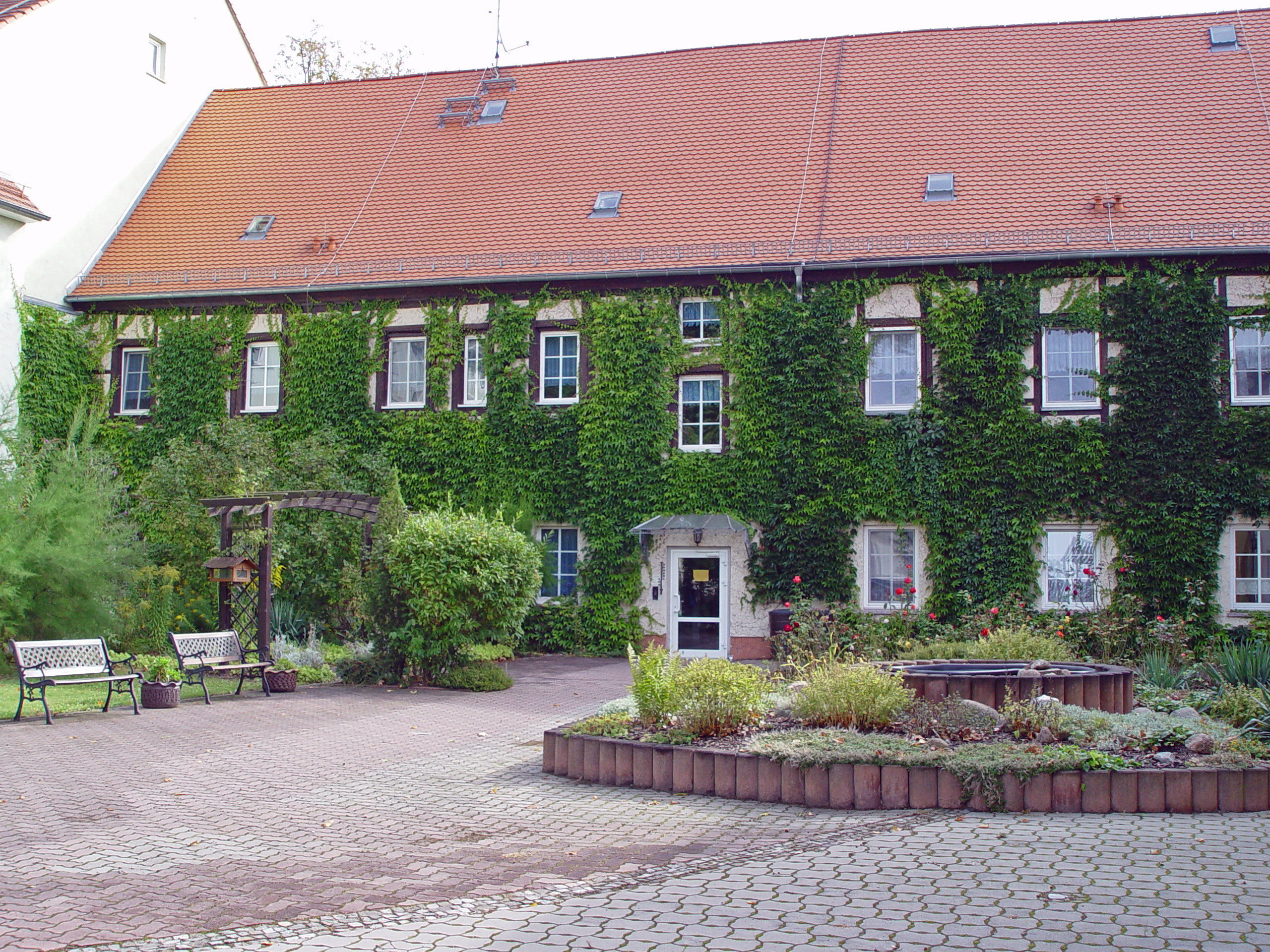
Дом Баха[нем.] в Кётене, вид со двора. В этом доме Бах и его семья жили в 1719—1723.
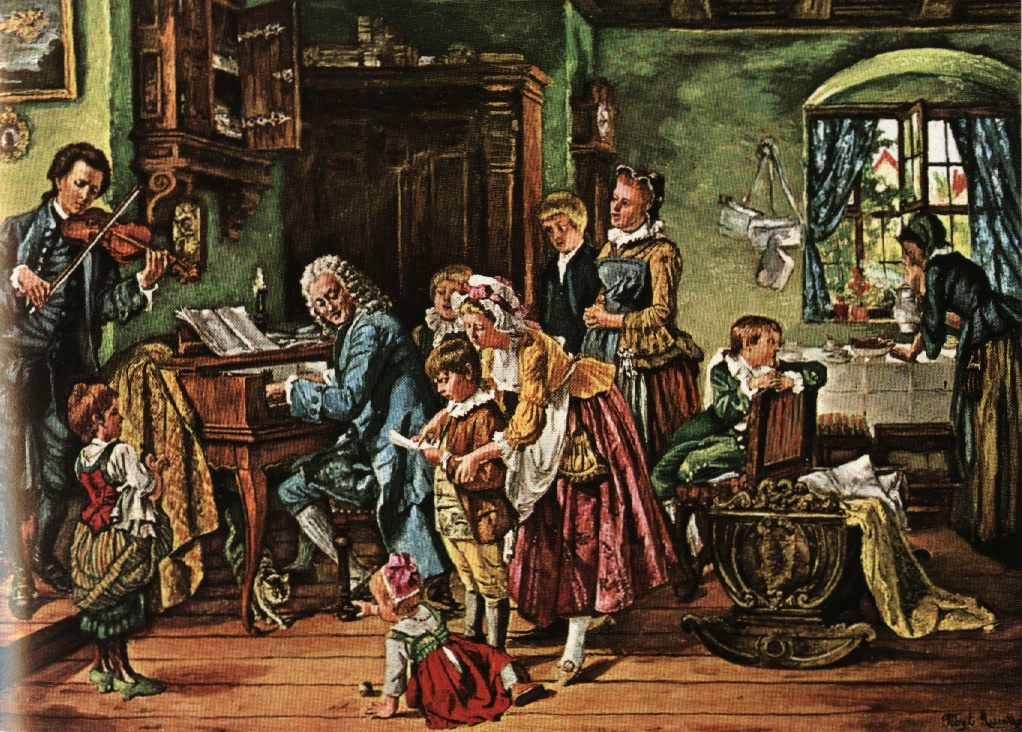
«Утро в доме Баха», Розенталь, 1870.